# Giới quý tộc và hoàng gia LGBT
Trong suốt lịch sử, một số thành viên của các gia tộc quân chủ và quý tộc có quan hệ cùng giới. Ngay cả ở những khu vực tài phán mà đồng tính luyến ái không bị luật pháp hoặc các sắc lệnh tôn giáo cấm hoặc cấm đoán, các tước vị của tầng lớp quý tộc hầu như luôn được chuyển giao trực tiếp thông qua vợ hoặc chồng dị tính đã kết hôn và con cái của họ (trừ khi một số danh hiệu nhất định có thể được thừa kế bởi những người họ hàng khi không có con).

## Lịch sử

### Thời cổ đại

#### Châu Âu cổ đại
Một số nhà cai trị La Mã có quan hệ cùng giới, bao gồm Hoàng đế Trajan, Hoàng đế Hadrian và người tình của ông là Antinous, và Hoàng đế Elagabalus.

#### Đế quốc Trung Hoa
Một số hoàng đế Trung Quốc có quan hệ cùng giới công khai. Một ví dụ nổi tiếng là Hoàng đế Hán Ai Đế và người tình của ông, Đổng Hiền, người mà Hán Ai Đế thăng tiến nhanh chóng qua các cấp bậc chính phủ và được tôn vinh là một nữ hoàng (điều này mặc dù thực tế là cả hai người đàn ông đều kết hôn hợp pháp với phụ nữ).
Trong suốt lịch sử Trung Quốc viết, vai trò của phụ nữ ít được chú trọng tích cực, với các mối quan hệ giữa phụ nữ là đặc biệt hiếm. Một đề cập của Ưng Thiệu, sống khoảng 140 đến 206, nói rằng các phụ nữ trong cung điện gắn bó họ như vợ chồng, một mối quan hệ được gọi là dui shi. Ông lưu ý, "Họ ghen tị với nhau dữ dội."

### Anh Quốc
Kể từ khi Quốc hội Anh Quốc ban hành một loạt cải cách (từ những năm 1960 trở đi) đối với hệ thống vinh danh, một số danh hiệu cha truyền con nối được thành lập (danh hiệu cuối cùng được thành lập vào năm 1990), trong khi các cấp bậc trong cuộc sống đã tăng lên, cho phép những người LGBT công khai hơn được bổ nhiệm vào Viện Quý tộc. Tuy nhiên, bất chấp việc hợp pháp hóa quan hệ bạn đời dân sự cho các cặp đồng tính vào năm 2004, vợ hoặc chồng của bạn đời dân sự được tôn vinh không được phép mở rộng danh hiệu và đặc quyền từ các mối quan hệ của vợ hoặc chồng của họ như dành cho vợ/chồng khác giới của những người được tôn vinh. Vào tháng 7 năm 2012, nghị sĩ đảng Bảo thủ Oliver Colvile công bố một dự luật dành cho thành viên riêng tư, có tiêu đề "Dự luật Danh dự (Bình đẳng Chức danh cho Bạn đời) 2012-13", để sửa đổi hệ thống danh dự để cho phép cả chồng của những quý bà và bạn đời dân sự của người nhận được vinh danh bởi mối quan hệ của họ. Một dự luật khác, Dự luật về Bình đẳng (Danh hiệu), cho phép cả con cái là con gái đầu lòng được thừa kế danh hiệu cha truyền con nối cũng như cho "người chồng và bạn đời dân sự" của những người nhận danh hiệu "sử dụng danh hiệu danh dự tương đương với những người dành cho vợ", được giới thiệu bởi Lord Lucas trong Viện Quý tộc vào ngày 13 tháng 5 năm 2013, nhưng không tiến triển qua giai đoạn Ủy ban.
Năm 2016, Ivar Mountbatten, em họ của Nữ vương Elizabeth II, trở thành thành viên đầu tiên của tầng lớp quý tộc Anh công khai là người đồng tính. Ông kết hôn với bạn đời của mình vào năm 2018.

### Ở những nơi khác
Một sự kiện quan trọng trong tầng lớp quý tộc LGBT xảy ra vào năm 2006, khi Manvendra Singh Gohil, hoàng tử của nhà nước Rajpipla trước đây ở Gujarat, Ấn Độ, công khai đồng tính với truyền thông Ấn Độ; sự kiện này đã gây ra tranh cãi ở cả Ấn Độ và nước ngoài, và gia đình ông đã cố gắng không thành công trong việc truất quyền thừa kế của ông.
Vào ngày 7 tháng 3 năm 2008, Luisa Isabel Álvarez de Toledo, Nữ công tước thứ 21 của Medina Sidonia, một quý tộc Tây Ban Nha, kết hôn với Liliana Maria Dahlmann trong một buổi lễ dân sự trên giường bệnh của bà. Ngày nay, Nữ công tước Thái hậu là Liliana Maria.
Người ta đồn đó là một bí mật mở rằng Sultan Qaboos quá cố của Oman là vị quân chủ cầm quyền đồng tính duy nhất, tuy nhiên, quy tắc của ông không cải thiện quyền LGBT ở Oman.
Hoàng tử Azim của Brunei bị outing vào năm 2019, một năm trước khi ông qua đời.

## Danh sách
Danh sách này không đầy đủ, bạn cũng có thể giúp mở rộng danh sách.
Ví dụ: Danh sách sau đây bao gồm hoàng gia và quý tộc được các nguồn có uy tín ghi nhận là đồng tính luyến ái hoặc đang có mối quan hệ đồng tính luyến ái; những người chỉ được cho là LGBT không có trong danh sách này.

### Hy Lạp cổ đại
- Alexandros Đại đế (356–323 BCE, người yêu của Bagoas và có chủ đích là Hephaestion)

### La Mã cổ đại
- Nero, Hoàng đế La Mã (54–68)
- Hadrianus, Hoàng đế La Mã (76–138, người yêu của Antinous)
- Elagabalus, Hoàng đế La Mã (218–222)
- Constans I, Hoàng đế La Mã (337–350)

### Châu Á

#### Trung Quốc
- Trong số mười hai vị hoàng đế được công nhận trong triều đại Tây Hán (nửa đầu của triều đại nhà Hán), mười người được ghi nhận là có ít nhất một người bạn trai.[11][12] Bao gồm:
  - Hán Cao Tổ[12] (256–195 BCE, người yêu của Tịch Nhụ)
  - Hán Huệ Đế[12] (210–188 BCE, người yêu của Hoành Nhụ)
  - Hán Văn Đế[12] (203/202–157 BCE, người yêu của Đăng Thông)
  - Hán Cảnh Đế[12] (188–141 BCE, người yêu của Chu Văn Nhân)
  - Hán Vũ Đế[12] (156–87 BCE, người yêu của Hàn Nguyên, cũng có khả năng là Vệ Thanh và Hoắc Khứ Bệnh)
  - Hán Nguyên Đế[12] (75–33 BCE, người yêu của Hoằng Cung và Thạch Hiển)
  - Hán Thành Đế[12] (51–7 BCE, người yêu của Trương Phương)
  - Hán Ai Đế[13] (27–1 BCE, người yêu của Đổng Hiền)
- Trần Văn Đế (522–566, người yêu của Hàn Tử Cao)

#### Ấn Độ
- Babur[14][15] (1483–1530, người yêu của Baburi Andijani)
- Manvendra Singh Gohil (1965)

#### Việt Nam
- Lê Tuân (1482–1512), hoàng tử trưởng của Lê Hiến Tông
- Khải Định (1885–1925)

#### Brunei
- Hoàng tử Azim của Brunei (1982–2020)

### Châu Âu hiện đại

#### Áo
- Maria Christina của Áo (1742–1798)
- Đại công tước Ludwig Viktor của Áo (1842–1919)
- Đại công tước Ludwig Salvator của Áo (1847–1915)
- Đại công tước Wilhelm của Áo (1895–1948)
- Bá tước László Almásy de Zsadány (1895–1951)

#### Bulgaria
- Ferdinand I của Bulgaria (1861–1948)

#### Đan Mạch
- Hoàng tử Valdemar của Đan Mạch[16] (1858–1939)

#### Pháp
- Henri III của Pháp (1551–1589)
- Louis XIII của Pháp (1601–1643)
- Armand de Gramont, Comte de Guiche (1637–1673)
- Philippe I xứ Orléans (1640–1701)
- Philippe, Chevalier de Lorraine (1643–1702)
- Louis Joseph, Công tước xứ Vendôme (1654–1712)
- Vương tử Eugene xứ Savoie (1663–1736)
- Jean-Jacques-Régis de Cambacérès, Công tước xứ Parma (1753–1824)
- Hélène van Zuylen, Nữ nam tước xứ Van Zuylen van Nijevelt van de Haar, (ngũ danh de Rothschild) (1863–1947)
- Thân vương Pierre của Monaco, Công tước xứ Valentinois (1895–1964)

#### Đức
- Friedrich II của Phổ (1712–1786)
- Heinrich của Phổ (1726–1802)
- Charles I của Württemberg (1823–1891)
- Ludwig II của Bayern (1845–1886)
- Philipp, Hoàng tử của Eulenburg (1847–1921)
- Hoàng tử Aribert của Anhalt (1866–1933)
- Đại Công tử Maximilian xứ Baden (1867–1929)
- Philipp, Landgrave của Hesse (1896–1980)
- Johannes, Hoàng tử thứ 11 của Thurn và Taxis (1926–1990)
- Franz, Công tước xứ Bayern (1933) (công khai đồng tính)
- Hoàng tử Egon von Fürstenberg (1946–2004)
- Bá tước Gottfried von Bismarck (1962–2007)

#### Anh Quốc
- Edward II của Anh (1284–1327)
- James I của Anh của Scotland, và của Anh và Ireland (1566–1625) (xem Mối quan hệ cá nhân của James I của Anh)
- George Villiers, Công tước thứ 1 xứ Buckingham (1592–1628)
- George, Nam tước Byron thứ sáu (a.k.a. Lord Byron) (1788–1824)
- Francis Douglas, Tử tước Drumlanrig (1867–1894)
- Lord Alfred "Bosie" Douglas (1870–1945)
- William Lygon, Bá tước Beauchamp thứ 7 (1872–1938)
- Evan Morgan, Tử tước Tredegar thứ 2 (1893–1949)
- Robert Boothby, Baron Boothby (1900–1986)
- Vương tử George, Công tước xứ Kent (1904–1942)
- Edward Douglas-Scott-Montagu, Nam tước Montagu thứ 3 xứ Beaulieu (1926–2015)
- Antony Armstrong-Jones, Bá tước Snowdon (1930–2017)
- Sheridan Hamilton-Temple-Blackwood, Hầu tước thứ 5 xứ Dufferin và Ava (1938–1988)
- Ivar Mountbatten (sinh năm 1963, bây giờ công khai đồng tính và kết hôn)

#### Hy Lạp
- Hoàng tử George của Hy Lạp và Đan Mạch[16] (1869–1957)
- Pavlos I của Hy Lạp[17] (1901–1964)

#### Ý
- Giáo hoàng Giuliô III (1487–1555)
- Pier Luigi Farnese, Công tước xứ Parma (1503–1547)
- Hồng y Innocenzo Ciocchi Del Monte (1532–1577)
- Hồng y Scipione Borghese (1577–1633)
- Hồng y Stefano Pignatelli (1578–1623)
- Ferdinando II de' Medici (1610–1670)
- Charles II, Công tước xứ Mantua và Montferrat (1629–1665)
- Gian Gastone de' Medici, Đại công tước xứ Toscana (1671–1737)
- Hồng y Henry Benedict Stuart (Henry IX trong Sự kế vị Jacobite, 1725–1807)
- Hoàng tử Francis Joseph của Braganza (1879–1919)
- Hoàng tử Adalberto của Savoy, Công tước xứ Bergamo (1898–1982) [cần dẫn nguồn]
- Umberto II của Ý (1904–1983)

#### Hà Lan
- William III của Anh[18] (1650–1702)
- Willem II của Hà Lan (1792–1849)

#### Ba Lan
- Frederick I của Württemberg (1754–1816)
- Friedrich Heinrich Albrecht (1874–1940)

#### Nga
- Sergey Aleksandrovich của Nga (1857–1905)
- Đại công tước Konstantin Konstantinovich của Nga (1858–1915)
- Đại công tước Nicholas Mikhailovich của Nga (1859–1919)
- Công tước Peter Alexandrovich của Oldenburg (1868–1924)
- Hoàng tử Felix Felixovich Yusupov (1887–1967)
- Đại công tước Dmitri Pavlovich của Nga (1891–1942)

#### Tây Ban Nha
- Isabel của Parma (1741–1763)
- Francisco de Asís của Tây Ban Nha (1822–1902)
- Luís Fernando de Orleans y Borbón, Infante của Tây Ban Nha (1888–1945)

#### Thụy Điển
- Kristina của Thụy Điển (1626–1689)
- Gustaf V của Thụy Điển (1858–1950)
- Eugen của Thụy Điển (1865–1947)

## Trong viễn tưởng
Một cách đối xử gần đây đối với giới quý tộc và hoàng gia LGBT là cuốn sách dành cho trẻ em năm 2002 King & King, cho thấy người thừa kế ngai vàng chọn lọc những cô dâu tiềm năng trước khi yêu và kết hôn với một hoàng tử khác trước khi cả hai trở thành vua. Cuốn sách được thử thách bởi các nhóm ở nhiều quốc gia khác nhau và được vinh danh với nhiều lời khen ngợi từ những người ủng hộ quyền LGBT.
Vào năm 2019, Casey McQuiston đã xuất bản cuốn tiểu thuyết đầu tay của họ Red, White & Royal Blue, tập trung vào việc Hoàng tử nước Anh phải lòng Con trai đầu tiên của Hợp chủng quốc Hoa Kỳ.
Vào năm 2021, một loạt phim mang tên Young Royals kể về cuộc đời của một hoàng tử Thụy Điển phải lòng một chàng trai khác đã được bấm máy và phát sóng trên Netflix.